# Geografia do Reino Unido

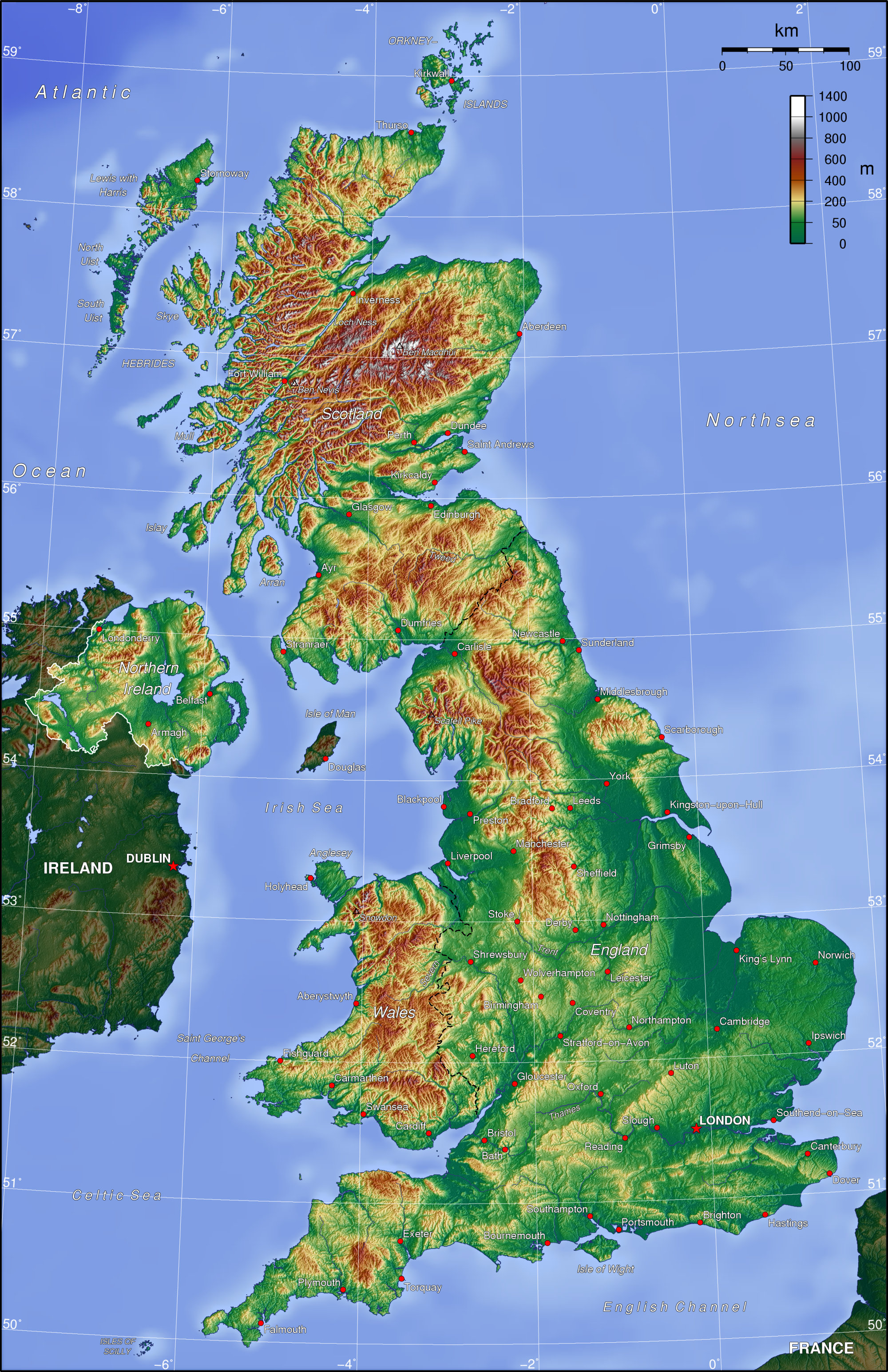
Mapa topográfico do Reino Unido

A maior parte do Reino Unido consiste de terreno ligeiramente ondulado, mas é mais montanhosa no norte. A linha divisória entre os tipos de terreno é geralmente identificada com a linha Tees-Exe. 
Gales é em geral montanhoso, com o pico mais elevado, o Snowdon, a chegar aos 1 085 m de altitude. Ao norte do território principal, situa-se a ilha de Anglesey. A capital e maior cidade é Cardiff, situada a sul do país.
A geografia da Escócia é variada, com terras baixas no sul e no leste  terras altas (as highlands) no norte e no oeste, incluindo o Ben Nevis, que é a montanha mais alta do Reino Unido (1 343 m). Existem muitos braços de mar longos e profundos, os firths e os lochs. A Escócia também inclui uma grande quantidade de ilhas ao largo das suas costas norte e oeste, em especial as Hébridas, as Órcades e as Shetland. As cidades principais são Edimburgo, Glasgow e Aberdeen.
A Irlanda do Norte, que constitui a parte nordeste da Irlanda, é em geral composta por colinas. As cidades principais são Belfast e Derry.
Ao todo, estima-se que o Reino Unido inclua cerca de 1098 pequenas ilhas, algumas naturais e outras feitas pelo homem - os Cranoggs, feitas na antiguidade com pedra e madeira às quais se foram adicionando detritos naturais, com o tempo.

## Clima
O clima britânico é o clima mais frio, banhado pelas águas do oceano. O clima  mais  da região se dá por conta de uma corrente aquecida provida do Golfo do México, fazendo os Verões terem temperaturas elevadas e os Invernos amenos, variando durante o ano entre cerca de 10ºC até no máximo 35ºC. A ocorrência de neve ocorre em terras mais elevadas, principalmente das montanhas da Escócia. Em geral, o clima britânico é temperado oceânico.
Uma das principais características da região é a alta pluviosidade. Os ventos que trazem a umidade do oceano despejam suas águas sobre o país durante praticamente o ano inteiro.

## Relevo

Panorama da cidade de Keswick, Inglaterra, no Lake District, fotografado por Walla Crag.

O relevo britânico é bem distinto dependendo da região. É no norte em que encontrando as maiores elevações, o Ben Nevis, por exemplo, é o ponto mais alto do país, com cerca de 1.343 metros de altura e fica localizado no norte do país. Na verdade, é no território escocês onde vemos os principais tecidos geológicos, de montanhas, apesar destas raramente atingirem altas altitudes, até depressões.
Indo em direção ao sul, é possível vermos o surgimento de planícies, principalmente na região da Inglaterra, até na parte oeste onde surgem colinas que terminam no mar da península da Cornualha.

## Hidrografia
Os rios mais importantes do Reino Unido são o Tâmisa (338 km) e o Severn (290 km). No geral a hidrografia de lá apresenta rios curtos e cheios por conta dos níveis pluviais.
A navegação dos rios torna-se viável por conta do pouco encachoeiramento que eles apresentam em suas extensões. Entre outros que podemos destacar temos o Trent e o Ouse, além dos rios Bann e Mourne, na Irlanda do Norte.
Os lagos são bastante comuns, a maioria são presos nas montanhas do norte, formados pelo derretimento de geleiras no passado.

## Vegetação
A floresta temperada, com árvores que perdem as folhas de uma vez, conhecidas como caducifólias, já foram grande maioria no passado, hoje sendo mais raras em toda a região, presente em sua maioria em reservas naturais. A vegetação rasteira surge nos planaltos setentrionais, com gramíneas e outras plantas do tipo.